# Lutas nos Jogos Olímpicos de Verão de 2020 - Livre até 74 kg masculino
A categoria livre até 74 kg masculino das lutas nos Jogos Olímpicos de Verão de 2020 ocorreu nos dias 5 e 6 de agosto de 2021 no Makuhari Messe, em Tóquio. Um total de 16 lutadores, cada um representando um Comitê Olímpico Nacional (CON), participaram do evento.

## Qualificação
Um total de 16 vagas foram atribuídas para a categoria livre até 74 kg masculino, cada um representando um CON, conforme abaixo:
- 6 pelo Campeonato Mundial de 2019;
- 2 pelo torneio qualificatório pan-americano;
- 2 pelo torneio qualificatório europeu;
- 2 pelo torneio qualificatório da África e Oceania;
- 2 pelo torneio qualificatório asiático;
- 2 pelo torneio qualificatório mundial.

## Formato
As competições de luta livre consistem em um torneio de eliminação simples, com uma repescagem usada para determinar os vencedores das duas medalhas de bronze. Os dois finalistas se enfrentam pelas medalhas de ouro e prata. Cada lutador que perde para um dos dois finalistas segue para a repescagem, culminando em duas lutas pela medalha de bronze com os perdedores da semifinal, cada um enfrentando o oponente restante da repescagem de sua metade da chave.

## Calendário
Horário local (UTC+9)
| Data                | Horário | Fase            |
| ------------------- | ------- | --------------- |
| 5 de agosto de 2021 | 11:00   | Qualificatórias |
| 5 de agosto de 2021 | 18:15   | Semifinais      |
| 6 de agosto de 2021 | 11:00   | Repescagem      |
| 6 de agosto de 2021 | 19:30   | Finais          |

## Medalhistas
| Ouro   | ROC Zaurbek Sidakov                    |
| Prata  | BLR Mahamedkhabib Kadzimahamedau       |
| Bronze | USA Kyle Dake UZB Bekzod Abdurakhmonov |

## Resultados
Estes foram os resultados da competição:
Legenda
- F — Vitória por queda.

### Chaveamento
|  | Oitavas de final            | Oitavas de final            | Oitavas de final |  |  | Quartas de final            | Quartas de final            | Quartas de final            |   |                     | Semifinais                  | Semifinais                  | Semifinais |  |  | Final | Final | Final |
|  |                             |                             |                  |  |  |                             |                             |                             |   |                     |                             |                             |            |  |  |       |       |       |
|  | ITA Frank Chamizo           | ITA Frank Chamizo           | 5                |  |  |                             |                             |                             |   |                     |                             |                             |            |  |  |       |       |       |
|  | GEO Avtandil Kentchadze     | GEO Avtandil Kentchadze     | 1                |  |  | ITA Frank Chamizo           | ITA Frank Chamizo           | 3                           |   |                     |                             |                             |            |  |  |       |       |       |
|  | AZE Turan Bayramov          | AZE Turan Bayramov          | 4                |  |  | AZE Turan Bayramov          | AZE Turan Bayramov          | 1                           |   |                     |                             |                             |            |  |  |       |       |       |
|  | UKR Vasyl Mykhailov         | UKR Vasyl Mykhailov         | 2                |  |  |                             |                             |                             |   | ITA Frank Chamizo   | ITA Frank Chamizo           | 7                           |            |  |  |       |       |       |
|  | CUB Geandry Garzón          | CUB Geandry Garzón          | 8                |  |  |                             | BLR Mahamed. Kadzimahamedau | BLR Mahamed. Kadzimahamedau | 9 |                     |                             |                             |            |  |  |       |       |       |
|  | BLR Mahamed. Kadzimahamedau | BLR Mahamed. Kadzimahamedau | 12               |  |  | BLR Mahamed. Kadzimahamedau | BLR Mahamed. Kadzimahamedau | 11                          |   |                     |                             |                             |            |  |  |       |       |       |
|  | USA Kyle Dake               | USA Kyle Dake               | 4                |  |  | USA Kyle Dake               | USA Kyle Dake               | 0                           |   |                     |                             |                             |            |  |  |       |       |       |
|  | IRI Mostafa Hosseinkhani    | IRI Mostafa Hosseinkhani    | 0                |  |  |                             |                             |                             |   |                     | BLR Mahamed. Kadzimahamedau | BLR Mahamed. Kadzimahamedau | 0          |  |  |       |       |       |
|  | ROC Zaurbek Sidakov         | ROC Zaurbek Sidakov         | 12               |  |  |                             | ROC Zaurbek Sidakov         | ROC Zaurbek Sidakov         | 7 |                     |                             |                             |            |  |  |       |       |       |
|  | GBS Augusto Midana          | GBS Augusto Midana          | 2                |  |  | ROC Zaurbek Sidakov         | ROC Zaurbek Sidakov         | 13                          |   |                     |                             |                             |            |  |  |       |       |       |
|  | PUR Franklin Gómez          | PUR Franklin Gómez          | 0                |  |  | UZB Bekzod Abdurakhmonov    | UZB Bekzod Abdurakhmonov    | 6                           |   |                     |                             |                             |            |  |  |       |       |       |
|  | UZB Bekzod Abdurakhmonov    | UZB Bekzod Abdurakhmonov    | 10               |  |  |                             |                             |                             |   | ROC Zaurbek Sidakov | ROC Zaurbek Sidakov         | 11                          |            |  |  |       |       |       |
|  | EGY Amr Reda Hussen         | EGY Amr Reda Hussen         | 6                |  |  |                             | KAZ Daniyar Kaisanov        | KAZ Daniyar Kaisanov        | 0 |                     |                             |                             |            |  |  |       |       |       |
|  | POL Kamil Rybicki           | POL Kamil Rybicki           | 1                |  |  | EGY Amr Reda Hussen         | EGY Amr Reda Hussen         | 5                           |   |                     |                             |                             |            |  |  |       |       |       |
|  | JPN Keisuke Otoguro         | JPN Keisuke Otoguro         | 2                |  |  | KAZ Daniyar Kaisanov        | KAZ Daniyar Kaisanov        | 8                           |   |                     |                             |                             |            |  |  |       |       |       |
|  | KAZ Daniyar Kaisanov        | KAZ Daniyar Kaisanov        | 2F               |  |  |                             |                             |                             |   |                     |                             |                             |            |  |  |       |       |       |

### Repescagem
|  | Repescagem               | Repescagem               | Repescagem |  | Disputa pelo bronze      | Disputa pelo bronze      | Disputa pelo bronze |  |  |  |  |
|  |                          |                          |            |  |                          |                          |                     |  |  |  |  |
|  | CUB Geandry Garzón       | CUB Geandry Garzón       | 0          |  | USA Kyle Dake            | USA Kyle Dake            | 5                   |  |  |  |  |
|  | USA Kyle Dake            | USA Kyle Dake            | 10         |  | ITA Frank Chamizo        | ITA Frank Chamizo        | 0                   |  |  |  |  |
|  |                          |                          |            |  |                          |                          |                     |  |  |  |  |
|  | GBS Augusto Midana       | GBS Augusto Midana       | 0          |  | UZB Bekzod Abdurakhmonov | UZB Bekzod Abdurakhmonov | 13                  |  |  |  |  |
|  | UZB Bekzod Abdurakhmonov | UZB Bekzod Abdurakhmonov | 10         |  | KAZ Daniyar Kaisanov     | KAZ Daniyar Kaisanov     | 2                   |  |  |  |  |

## Classificação final
| Pos.              | Lutador                          |
| ----------------- | -------------------------------- |
| Medalha de ouro   | ROC Zaurbek Sidakov              |
| Medalha de prata  | BLR Mahamedkhabib Kadzimahamedau |
| Medalha de bronze | USA Kyle Dake                    |
| Medalha de bronze | UZB Bekzod Abdurakhmonov         |
| 5                 | ITA Frank Chamizo                |
| 5                 | KAZ Daniyar Kaisanov             |
| 7                 | EGY Amr Reda Hussen              |
| 8                 | AZE Turan Bayramov               |
| 9                 | CUB Geandry Garzón               |
| 10                | UKR Vasyl Mykhailov              |
| 11                | GBS Augusto Midana               |
| 12                | GEO Avtandil Kentchadze          |
| 13                | POL Kamil Rybicki                |
| 14                | JPN Keisuke Otoguro              |
| 15                | IRI Mostafa Hosseinkhani         |
| 16                | PUR Franklin Gómez               |